# Grupo Hotusa
Grupo Hotusa es un grupo internacional español integrado por varias empresas relacionadas con diversos ámbitos del sector turístico. Tiene su origen en la cadena de hoteles independientes Hotusa Hotels, fundada en Barcelona en 1977 por Amancio López Seijas, actual presidente del grupo.
La organización, con más de 45 años de experiencia, se estructura en tres unidades de negocio: la de servicios de hoteles, representada por Keytel, la de distribución, que opera como Restel y el área de explotación hotelera, Eurostars Hotel Company, que agrupa las marcas Eurostars Hotels, Áurea Hotels, Exe Hotels, Ikonik Hotels, Crisol Hotels y Tandem Suites.

## Estructura de la organización

### Keytel: área de servicios a hoteles
Keytel es el resultado de la fusión de Hotusa Hotels y Keytel, las dos empresas de servicios a hoteles de Grupo Hotusa, que se hizo efectiva el 1 de enero de 2022. Ambas compañías llevan más de 40 años ofreciendo servicios a sus establecimientos asociados y su unión convierte a Keytel en la primera alianza de hoteles independientes del mundo con un portfolio de más de 3.000 hoteles asociados y 291.000 habitaciones en 80 países.
La compañía se define como una organización especializada en aceleración de procesos de transformación hotelera, combinando consultoría, servicios y herramientas tecnológicas para incrementar la velocidad de transformación y crecimiento de sus hoteles asociados. Keytel tiene como objetivo facilitar  todas las herramientas necesarias a los hoteles independientes para que puedan competir en igualdad de condiciones con las grandes cadenas hoteleras a nivel internacional. 

### Restel: área de distribución
Restel es una de las mayores centrales de reserva hoteleras del mundo, reconocida por su amplio portfolio de producto y su carácter innovador en el desarrollo de herramientas tecnológicas in-house. Bajo su organización se integran Restel Hotels, una plataforma de distribución de alojamiento hotelero, y Restel Travel, la herramienta de agregación y distribución de alojamiento y servicios turísticos. . La compañía destaca por su carácter innovador en el desarrollo de herramientas tecnológicas. Bajo esta organización se integran Restel Hotels, una plataforma de distribución de alojamiento hotelero, y Restel Travel, la herramienta de agregación y distribución de alojamiento y servicios turísticos.
Restel distribuye a más de 125.000 alojamientos en todo el mundo y genera un volumen superior a los 4 millones de reservas al año. Acceden a su portfolio a través de la extranet más de 15.000 agentes de viaje y mediante API cuenta con más de 1.000 partners: los principales tour operadores y OTAS a nivel mundial.

### Eurostars Hotel Company: área hotelera
Eurostars Hotel Company es el área de explotación del Grupo Hotusa. Cuenta con 250 hoteles en 19 países de Europa y América, y se encuentra en pleno proceso de expansión internacional. 
La cadena agrupa una colección de establecimientos que incluye desde pequeños y medianos establecimientos, ubicados en núcleos urbanos y orientados al cliente turístico, hasta hoteles pensados para satisfacer las demandas del cliente corporativo más exigente en las principales capitales.
Bajo el paraguas de Eurostars Hotel Company se comercializan 6 marcas diferenciadas: Eurostars Hotels, Áurea Hotels, Exe Hotels, Ikonik Hotels, Crisol Hotels y Tandem Suites.

## Grupo Hotusa en Cifras
Grupo Hotusa cuenta con más de 5.000 empleados, que se distribuyen entre las oficinas de la compañía y los establecimientos de la cadena de establecimientos hoteleros que consta de un porfolio que supera los 250 hoteles en gestión, siendo la primera cadena por número de hoteles en España y la novena europea en número de hoteles. Estas cifras lo acreditan como el primer consorcio hotelero mundial según la revista Hotels Magazine, y como la primera cadena española por número de hoteles en España, octava a nivel europeo.

## El compromiso de Grupo Hotusa con la Cultura
Grupo Hotusa mantiene un fuerte compromiso con la cultura que se hace visible a través de su cadena hotelera Eurostars Hotel Company mediante el apoyo y la difusión del arte con la organización de diversos premios y certámenes culturales vinculados a disciplinas como la literatura, el arte o la fotografía.
Asimismo, desarrolla el proyecto artístico Eurostars Exposiciones, que ofrece a artistas emergentes la posibilidad de exponer su obra en diversos establecimientos de la cadena, lo que para ellos representa una perfecta plataforma de promoción. Desde el inicio de esta iniciativa, se han organizado más de 600 exposiciones de diferentes disciplinas.
Una de las iniciativas del grupo más relevantes en relación con el mundo de la cultura es el Premio Eurostars de Narrativa de viajes, que nació en 2005 en colaboración con la Universidad de Barcelona y RBA Libros. El certamen ofrece un único galardón de 18.000€ a la obra ganadora, escogida por un jurado de expertos y está considerado como un referente en la narrativa de viajes en español.
Asimismo, en 2014 surgió el proyecto Wine & Books, una serie de encuentros literarios con destacados autores en diferentes hoteles de la cadena. La iniciativa tiene como objetivo convertir los hoteles en una excelente plataforma de difusión de la cultura y ofrecer un espacio de diálogo para los aficionados a la literatura.

## Impulsando un modelo de turismo sostenible
Grupo Hotusa es una organización orientada a generar valor atendiendo a la realidad de los destinos en los que opera. La compañía aspira a convertirse en una empresa de referencia en la transformación de la industria turística hacia un modelo sostenible que contribuya al desarrollo de los destinos en el ámbito social y económico, y a preservar el territorio y su legado histórico y patrimonial. 
Los ejes de actuación se basan en los siguientes puntos.

### Desarrollo del territorio
La organización cuenta con distintos centros de trabajo que favorecen la creación de empleo local de calidad, impulsando el desarrollo del entorno fuera de los núcleos urbanos y favoreciendo la cohesión territorial.

### Formación Dual y desarrollo profesional
Desde la organización se apuesta por el modelo de Formación Dual como fórmula que facilita un aprendizaje dinámico estrechamente ligado al mundo profesional. De este modo facilitamos la incorporación al mundo de la empresa a jóvenes profesionales que desean desarrollarse dentro del sector en sus distintos ámbitos.

### Proyecto para la promoción del arte y la cultura
Los hoteles de la cadena acogen exposiciones de arte de distintas disciplinas -fotografía, pintura y escultura- estableciendo lazos con artistas locales. Asimismo, desde la organización se convocan un importante número de premios y certámenes de índole cultural.

## Foro Hotusa Explora
Hotusa Explora es un evento internacional organizado desde 2014 por Grupo Hotusa y dirigido a los profesionales del sector turístico, empresarial y económico. La cita nace con el objetivo de crear un espacio para el diálogo y el intercambio de conocimientos, ideas y experiencias, a la par que dar un lugar a la reflexión y la generación de conclusiones, en un entorno multidisciplinar, que favorezcan la innovación, el desarrollo de proyectos, y a posibles acuerdos de cooperación en pro del avance del sector.
El encuentro da el pistoletazo de salida a Fitur y se presenta como una cita imprescindible para el mundo del turismo y la innovación. A lo largo de sus ediciones, ha congregado a más de 6.000 asistentes, sumando en sus 10 ediciones a más de 100 ponentes de alto nivel. Entre los panelistas que han participado en este encuentro, encontramos personalidades relevantes como el presidente y CEO de AENA, Maurici Lucena Betriu; el CEO de Volotea, Carlos Muñoz; el presidente de la CEOE, Antonio Garamendi, Eddie Wilson CEO de Ryanair, Javier Sánchez-Prieto Presidente de Iberia, Gloria Guevara Presidenta y CEO World Travel & Tourism Council o Pololikashvili Zurab, Secretario General de la OMT.
Asimismo, distinguidos cargos políticos también han participado en los encuentros de inauguración y de clausura de esta jornada, como el presidente del Gobierno, Pedro Sánchez; la ministra de Industria, Comercio y Turismo, Reyes Maroto o José Luis Martinez-Almeida, Alcalde de Madrid.

## Foro La Toja - Vínculo Atlántico
En 2019 la compañía celebró el I Foro La Toja - Vínculo Atlántico, un proyecto de debate y reflexión sobre economía, nuevas ideas y experiencias, que se ideó como un espacio para la reflexión y la defensa de los valores que definen las sociedades democráticas. El evento se ha consolidado, año a año, como un referente inexcusable de la conversación pública de España para abordar temáticas de máxima relevancia y actualidad.
La iniciativa ha congregado a destacadas personalidades como los expresidentes del Gobierno de España, Felipe González y Mariano Rajoy; la exvicepresidenta del Gobierno, Soraya Sáenz de Santamaría; el vicepresidente de la Comisión Europea, Josep Borrell; el presidente del Partido Popular, Alberto Núñez Feijóo y el ministro José Manuel Albares, ministro de asuntos exteriores. 